# Цокто-Хангіл
Цокто́-Хангі́л (рос. Цокто-Хангил) — село у складі Агінського району Забайкальського краю, Росія. Адміністративний центр та єдиний населений пункт Цокто-Хангільського сільського поселення.

## Населення
Населення — 1296 осіб (2010; 1423 у 2002).
Національний склад (станом на 2002 рік):
- буряти — 99 %